# Nieuwe watertoren (Vlaardingen)
De watertoren in Vlaardingen is ontworpen door J.H.J. Kording en is gebouwd in 1955.
De watertoren heeft een hoogte van 39,00 meter en twee waterreservoirs van elk 550 m³. De toren is al zeker 20 jaar buiten gebruik. Het reservoir rust op in totaal zes verdiepingen en een kelderruimte waar de pompinstallaties staan. De begane grond werd gebruikt voor de bedieningsunits van de pompen en de andere installaties. De volgende drie verdiepingen boden plaats aan kantoren en werkplaatsen van het toenmalige GEB (Gemeentelijk Energie Bedrijf) en de montageafdeling van de water- en energiemeters. De overige verdiepingen dienden als opslagplaats en de verdieping onder het reservoir als enorme lekbak.

## Nieuw gebruik
In 2016 is een begin gemaakt met een verbouwing van de watertoren. Deze wordt ingericht als café met terras, met daarboven enkele kamers die als B&B worden verhuurd. Een deel van de toren zal als expositieruimte in gebruik worden genomen. Inmiddels zijn openingen in de wanden van de waterreservoirs gemaakt om deze ruimtes toegankelijk te maken.

## Zie ook

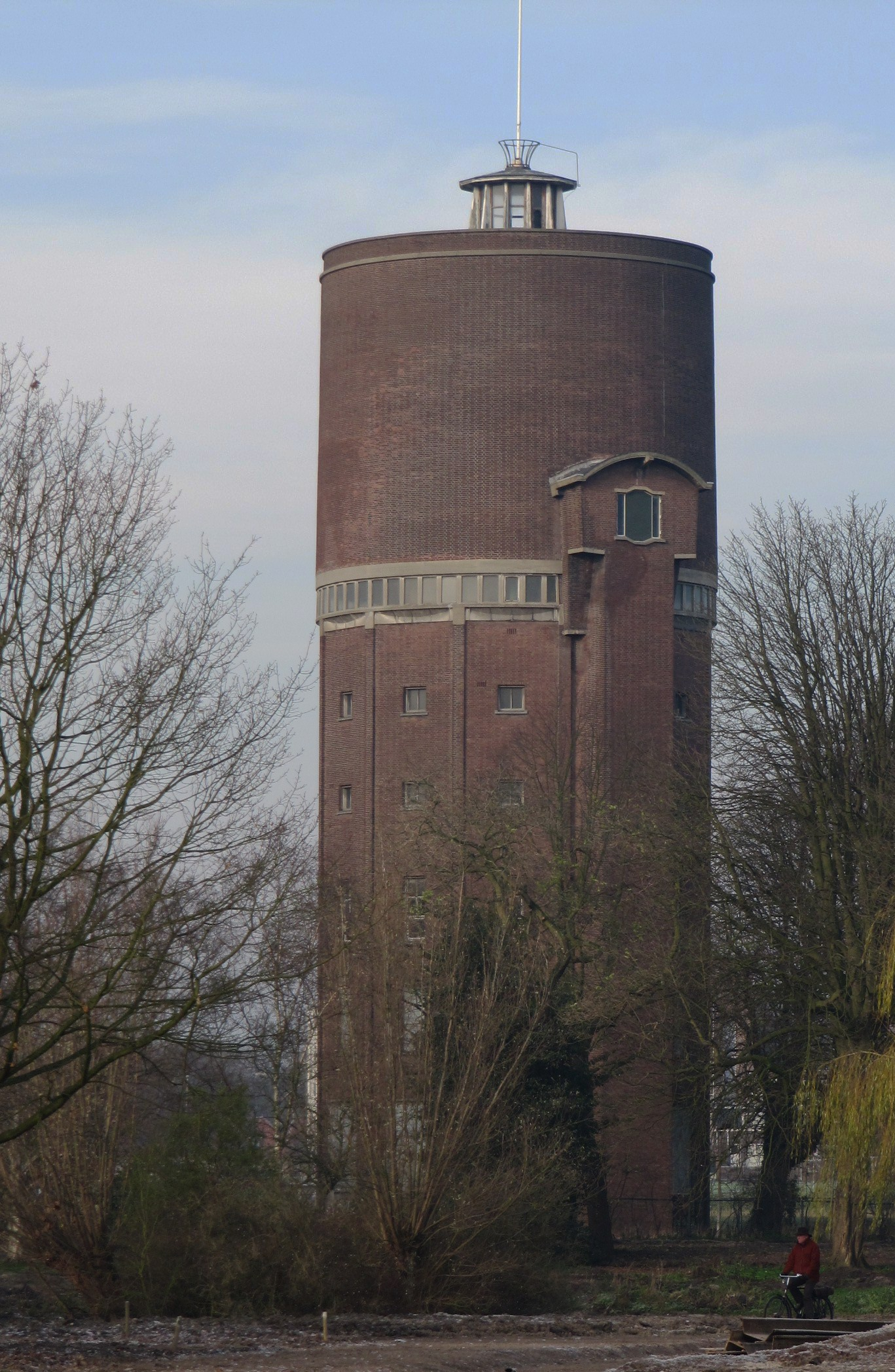
De watertoren in 2010